# Știp
Știp (în macedoneană Штип) este un oraș din Republica Macedonia.

## Personalități
- Kiro Gligorov, fost președinte al Republicii Macedonia
- Ljupčo Jordanovski, fost președinte interimar al Republicii Macedonia
- Ferus Mustafov, muzician rom
- General Mihajlo Apostolski, primul comandant al Armatei Republicii Populare Macedonia
- Ljubčo Georgievski, 1998-2002 fost Prim-ministru al Republicii Macedonia
- Nikola Kljusev, primul Prim-ministru al Republicii Macedonia
- Dragoslav Sekularac, fost fotbalist iugoslav